# Адрович, Энвер
Энвер Адрович (также встречается вариант Андрович) (серб. Енвер Адровић; родился 20 мая 1969, Иванград, СФРЮ) — югославский и словенский футболист.

## Карьера
Начинал свою карьеру в югославском чемпионате, а затем выступал чемпионате Словении за команды «Космос» и «Олимпия» из Любляны. Сыграл 11 матчей в австрийской Бундеслиге в составе «Форвертса».
В 2000 году Адрович вместе с балканской группой легионеров пополнил российский клуб первого дивизиона «Арсенал» (Тула). Всего провел в турнире за «оружейников» 12 встреч. Завершал свою карьеру в низших лигах Словении.

## Достижения
- Победитель Второй лиги Австрии (1): 1997/98.